# Jesenice u Rakovníka

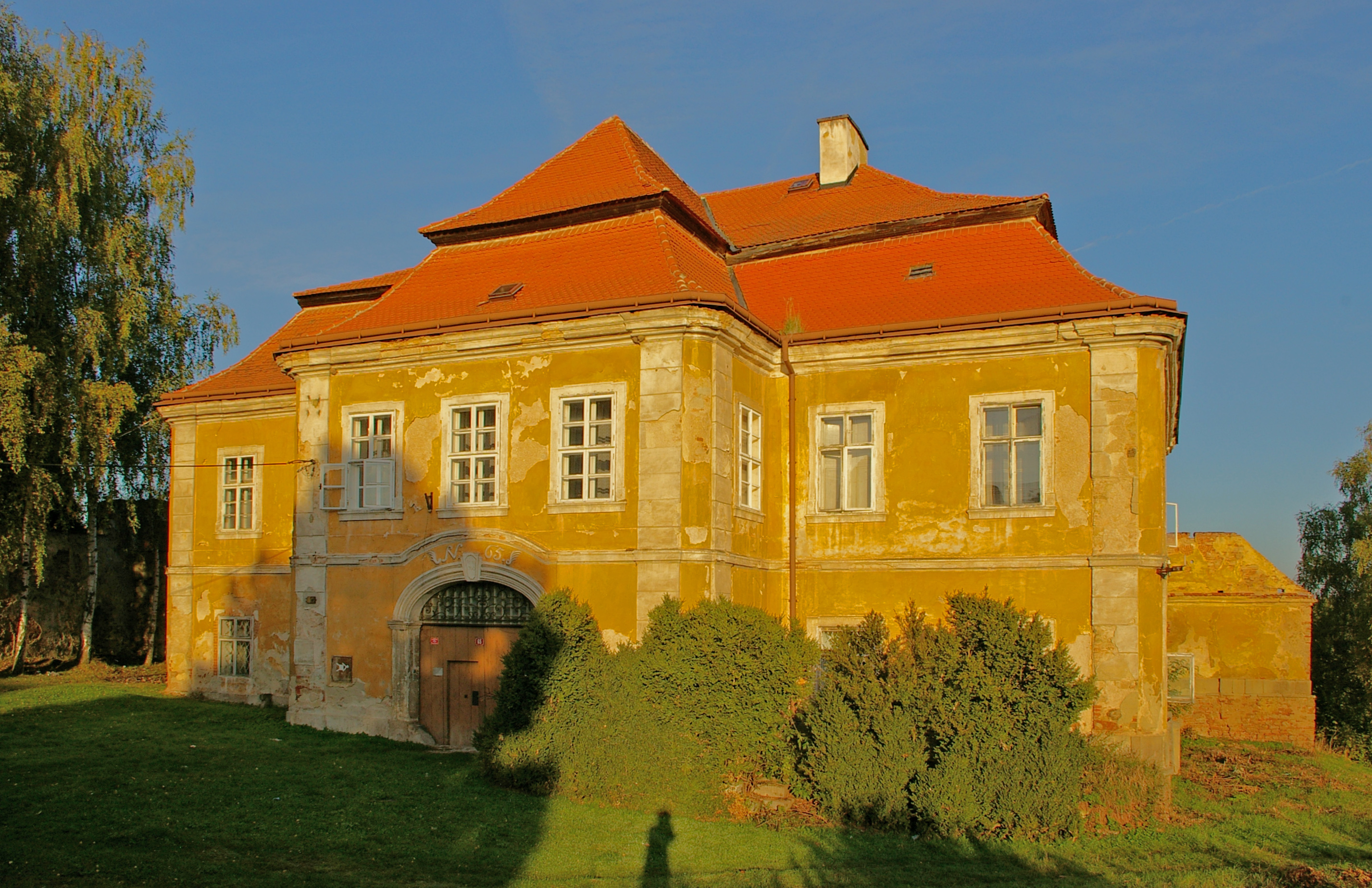
Katholisches Pfarrhaus

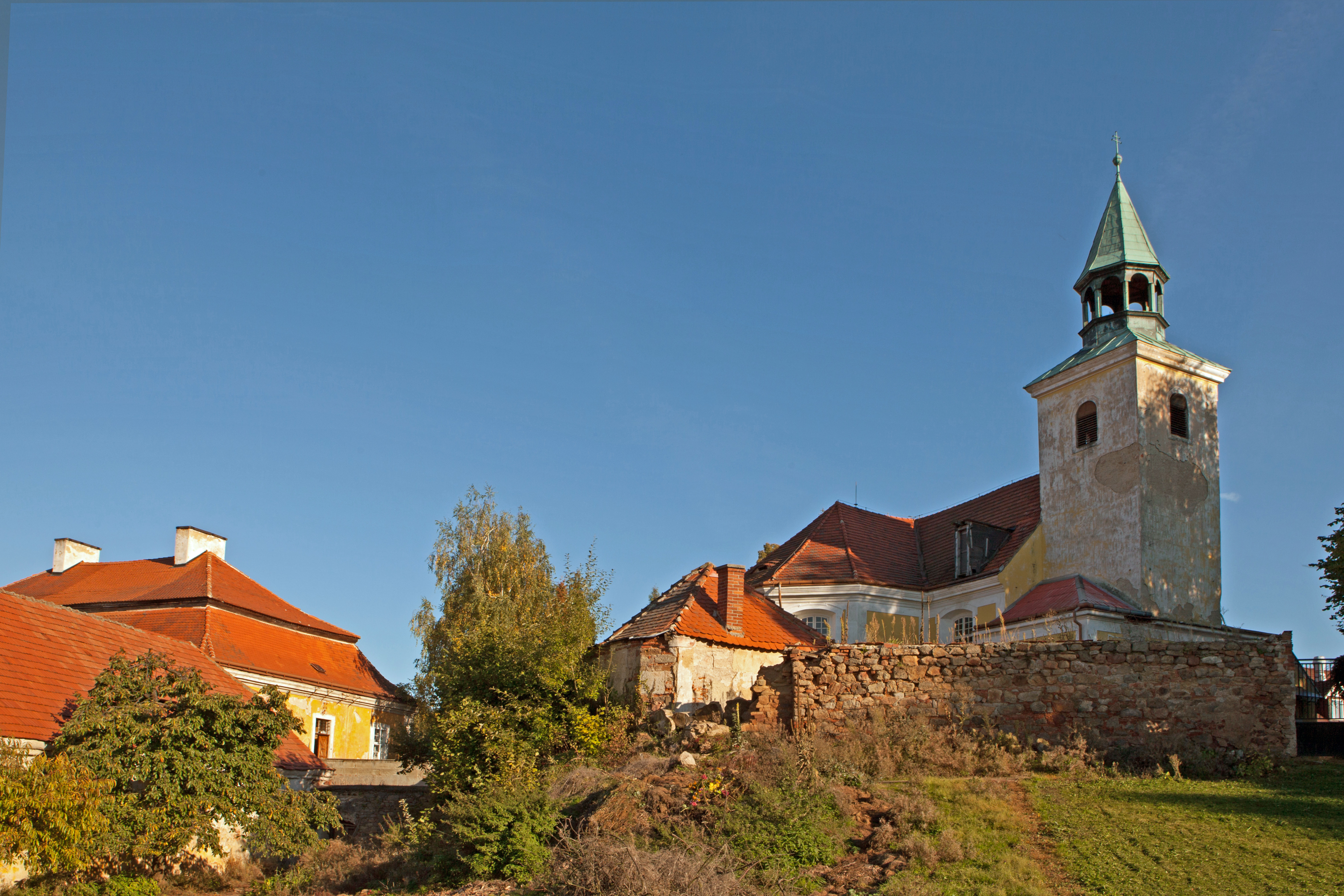
Pfarrkirche St. Peter und Paul

Jesenice (deutsch Jechnitz) ist eine Stadt im Okres Rakovník in Tschechien.

## Geographie
Die Stadt liegt in Westböhmen, 19 Kilometer westlich von Rakovník (Rakonitz,) auf einer Anhöhe linksseitig des Baches Rakovnický potok (Mühlbach) im Rakonitzer Bergland im Naturpark Jesenicko.
Nördlich entspringt der Bach Jesenice. Im Südwesten liegt der Teich Velký rybník, östlich befinden sich mit dem Horní Fikač und Dolní Fikač zwei weitere große Teiche. Nördlich erhebt sich der Spálený vrch (499 m), im Nordosten die Vlčí hora (Wolfsberg, 489 m) und der Tobiášův vrch (Tobiaschberg, 507 m), östlich der Lovíč (519 m), Kamenný vrch (529 m) und Maliník (532 m). Durch Jesenice führen die Staatsstraße I/27 von Žatec nach Plzeň sowie die Bahnstrecke Rakovník–Bečov nad Teplou.
Nachbarorte sind Petrohrad, Bílenec und Chotěšov im Norden, Bedlno im Nordosten, Oráčov und Kosobody im Osten, Plaveč im Südosten, Drahouš und Tlestky im Süden, Ostrovec und Velečín im Südwesten, Krty und Blatno im Westen sowie Nouze und Stebno im Nordwesten.

## Geschichte
Die erste schriftliche Erwähnung erfolgte 1321 als Sitz des Vladiken Bořita von Jesenice. Seit 1350 ist eine Pfarrkirche nachweisbar. Erstmals als Markt bezeichnet wurde Jesenice im Jahre 1352. Die Lage an der Kreuzung des zwei bedeutsamer Handelswege, dem Egerer Steig von Prag nach Eger und Bayerischen Steig von Saaz nach Pilsen, förderte die Entwicklung von Handwerk und Handel. 1360 erwarb Jenec von Janovice auf Petersburg die Güter. Am 31. Dezember 1409 erteilte er dem Ort die Freiheit und erhob ihm zum Städtchen. 1418 vereinigten die Herren von Janovice die Jesenicer Güter mit der Burgherrschaft Petersburg. Während der Hussitenkriege wurde Jesenice zweimal von der auf kaiserlicher Seite stehenden Stadt Pilsen überfallen und gebrandschatzt. Unter den Herren von Guttenstein, die 1483 Petersburg erworben hatten, wurden die Privilegien von Jesenice 1503 und 1510 erweitert. Zum Ende des 15. Jahrhunderts ließen die Guttensteiner den Mühlbach aufstauen und mehrere Mühlen und Fischteiche anlegen. 1555 erwarb Jaroslav d. Ä. Kolowrat-Liebsteinsky die Herrschaft Petersburg. Ihm folgte sein Sohn Jaroslav d. J. Durch Rudolf II. soll Jesenice in dieser Zeit zur Stadt erhoben worden sein und ein Wappen verliehen bekommen haben. Nach der Schlacht am Weißen Berg wurden die Güter Jaroslav von Kolowrats konfisziert und 1622 an Hermann Czernin von Chudenitz übergeben. Nach dem Dreißigjährigen Krieg wurde Jesenice zunehmend deutschsprachig. Grundherren blieben bis zur Mitte des 19. Jahrhunderts die Grafen Czernin von und zu Chudenitz.
Nach der Aufhebung der Patrimonialherrschaften wurde Jechnitz im Jahre 1848 zum Sitz eines Bezirksgerichtes, dessen Bezirk 43 Dörfer umfasste, und 1850 Teil des politischen Bezirkes Podersam. 1850 lebten in Jechnitz 986 Menschen. 1890 hatte die Stadt 1408 Einwohner, davon waren 50 Tschechen. 1897 ging die Eisenbahnstrecke der Lokalbahn Rakonitz–Petschau–Buchau in Betrieb. 1904 entstand neben der Kirche ein neues Schulgebäude im Sezessionsstil. Zu Beginn des 20. Jahrhunderts bestand die Bevölkerung zu 95 % aus Deutschen. 1921 entstand eine tschechische Minderheitenschule. Im Jahre 1930 hatte Jechnitz 1542 Einwohner.
Nach dem Münchner Abkommen erfolgte 1938 die Angliederung an das Deutsche Reich als Teil des Landkreises Podersam, Regierungsbezirk Eger, im Reichsgau Sudetenland. 1939 lebten in der Stadt 1508 Menschen.
Nach dem Zweiten Weltkrieg kam Jesenice zur wiedererrichteten Tschechoslowakei zurück und verlor 1948 seine Stadtrechte. Die deutsche Bevölkerung wurde vertrieben. 1947 erfolgte die Eingemeindung von Kosobody und Soseň. 1950 hatte die Gemeinde Jesenice 1130 Einwohner. Nach der Auflösung des Okres Podbořany wurde Jesenice 1961 dem Okres Rakovník zugeordnet. 1975 wurde Chotěšov (mit Bedlno) und 1980 Podbořánky eingemeindet. Seit dem 11. März 2008 ist Jesenice wieder eine Stadt.

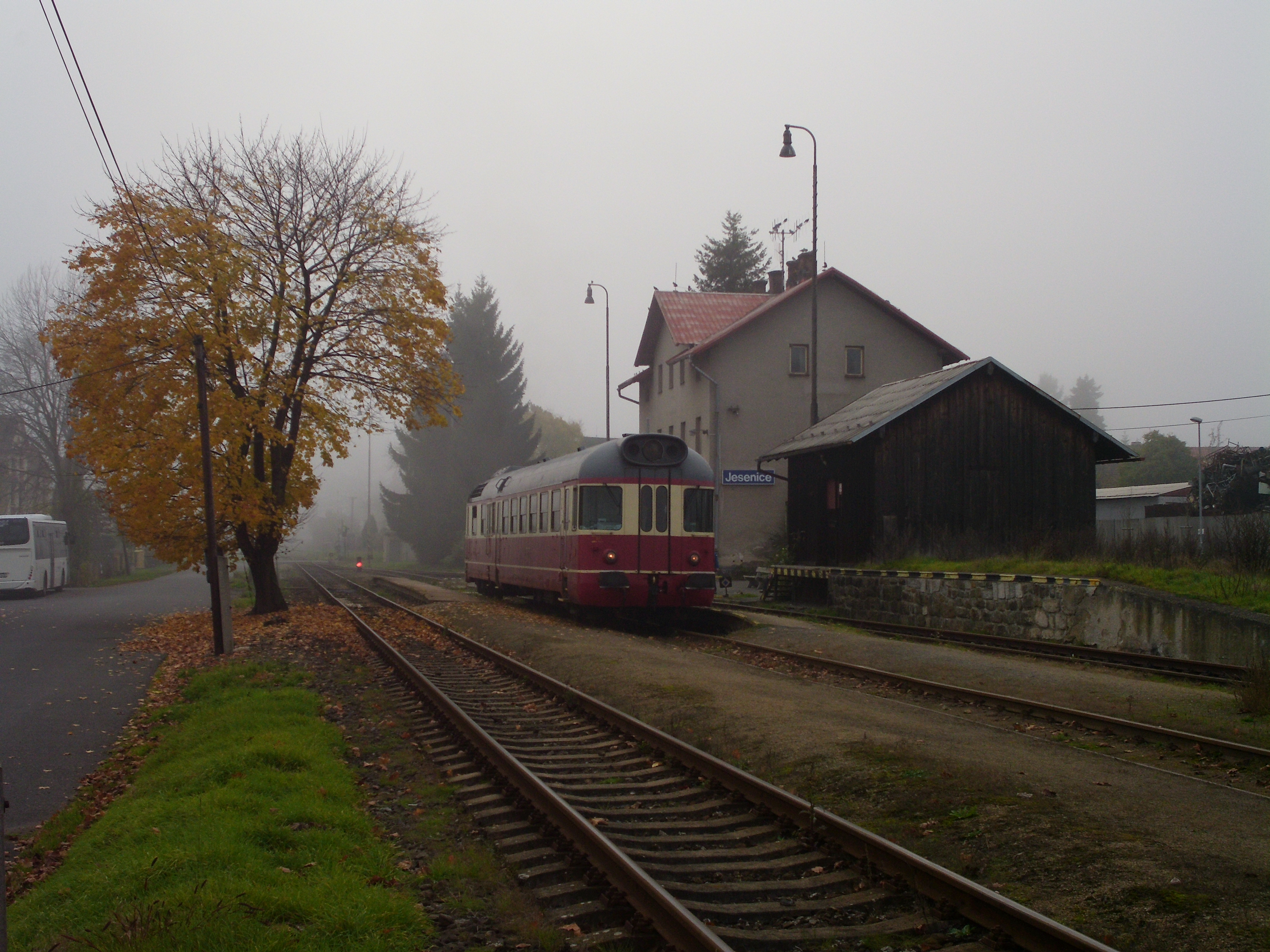
Bahnhof

### Demographie
| Jahr | Einwohner | Anmerkungen                   |
| ---- | --------- | ----------------------------- |
| 1785 | 0 k. A.   | 130 Häuser                    |
| 1830 | 0741      | in 147 Häusern                |
| 1843 | 0871      | in 154 Häusern                |
| 1900 | 1342      | deutsche Einwohner            |
| 1921 | 1295      | davon 1210 deutsche Einwohner |
| 1930 | 1542      | [ 10 ]                        |
| 1939 | 1508      | [ 10 ]                        |

## Gemeindegliederung
Die Stadt Jesenice besteht aus den Ortsteilen Bedlno (Wedl), Chotěšov (Koteschau), Jesenice (Jechnitz), Kosobody (Gossawoda), Podbořánky (Podersanka) und Soseň (Sossen).

## Sehenswürdigkeiten
- barocke Kirche St. Peter und Paul

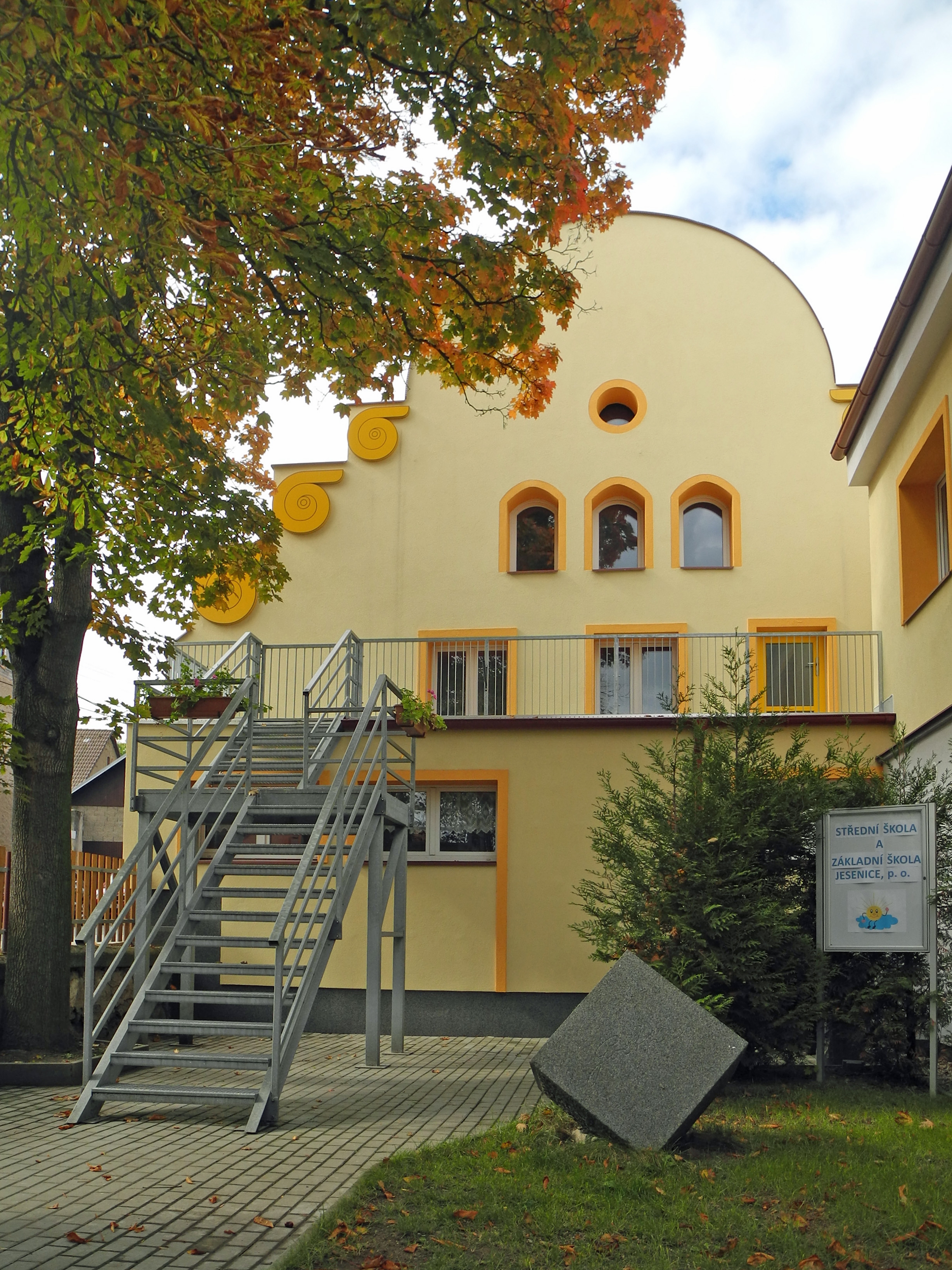
Goethestein

- spätbarockes Pfarrhaus, errichtet 1760
- Heimatmuseum mit Lapidarium und Bildern von Werner Kauer
- Dreifaltigkeitssäule
- Alte Schule, errichtet 1904 im Jugendstil
- Goethestein vor dem ehem. Kino Huberti
- Naturreservat Luční potok, im Tal des gleichnamigen Baches nördlich der Stadt
- Wackelstein (Jesenický viklan)
- Kastanienallee nach Plaveč, südöstlich von Jesenice
- Aussichtsturm auf dem Tobiášův vrch
- Golfclub Podbořánky

## Persönlichkeiten

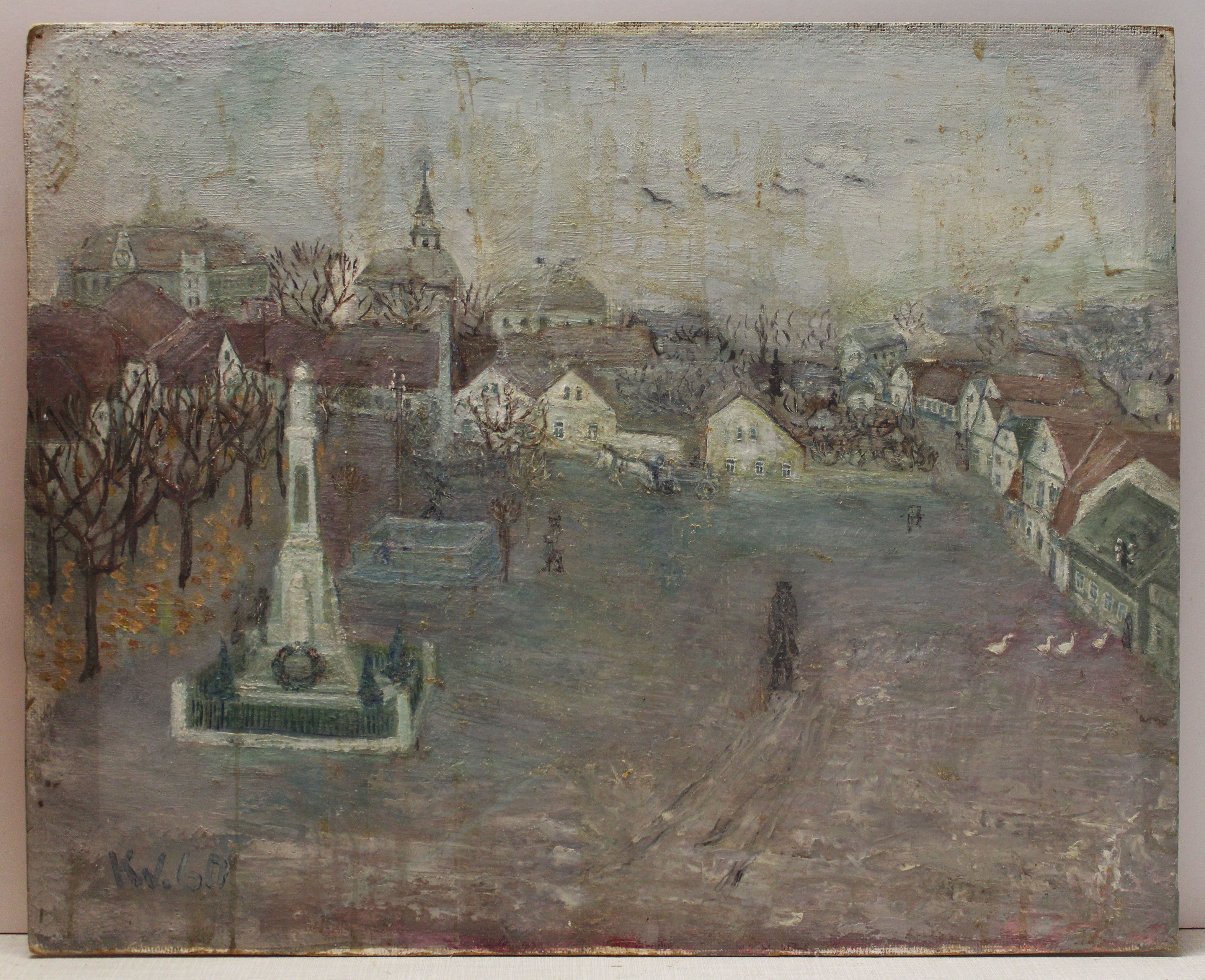
Marktplatz in Jechnitz (Ölbild von Werner Kauer von 1960)

- Carl Woda (1880–1972), Konsistorialrat und Dechant von Jechnitz und Gegner des Nationalsozialismus
- Josef Baudis (1884–1950), Direktor der Volks- und Bürgerschule in Jechnitz

### Söhne und Töchter der Stadt
- Eduard Fischer (1846–1933), österreichischer Jesuitenpater und religiöser Schriftsteller
- Franz Fassl (1853–1941), Bürgermeister von Jechnitz
- Herbert David (1900–1985), deutscher Jurist und Politiker
- Wilhelm Sebekovsky (1906–1981), deutscher Politiker und Jurist
- Augustin (Gustl) Waldinger (1921–2006), Lehrer in Mellenbach-Glasbach (bis 1953) und Weil der Stadt, Vater von Wolfgang Waldinger (* 1945), Schulleiter am Johannes-Kepler-Gymnasium Leonberg
- Werner Kauer (1925–1972), deutscher naiver Maler

### Bürgermeister
- Friedrich Kutschenreuther (um 1872)
- Franz Kirtschl (bis 1883)
- Franz Kirtschl jun. (1883–1889)
- Franz Fassl (1889–1918)
- Heinrich Kirtschl (1918–1926)
- Dr. Otto Gössl (1926–25. März 1929)
- Josef Hofmann (1929–1930)
- Dr. Heinrich Uhl (1930–1938)
- Rudolf Schieferdecker (1938–24. Februar 1943)
- Franz Fassl jun. (1943–8. Mai 1945)
- Jan Polák (um 2020)

(Quelle:)

### Rabbiner
- Eduard Schulhof
- Josef Neu (1901–1908)
- Salomon Löwy (ab 1908)[13]

## Partnerschaft
- Kronach – Seit 1986 ist in Kronach zur Erinnerung an Podersam/Jechnitz eine Heimatstube eingerichtet.